# Cap Sídheros

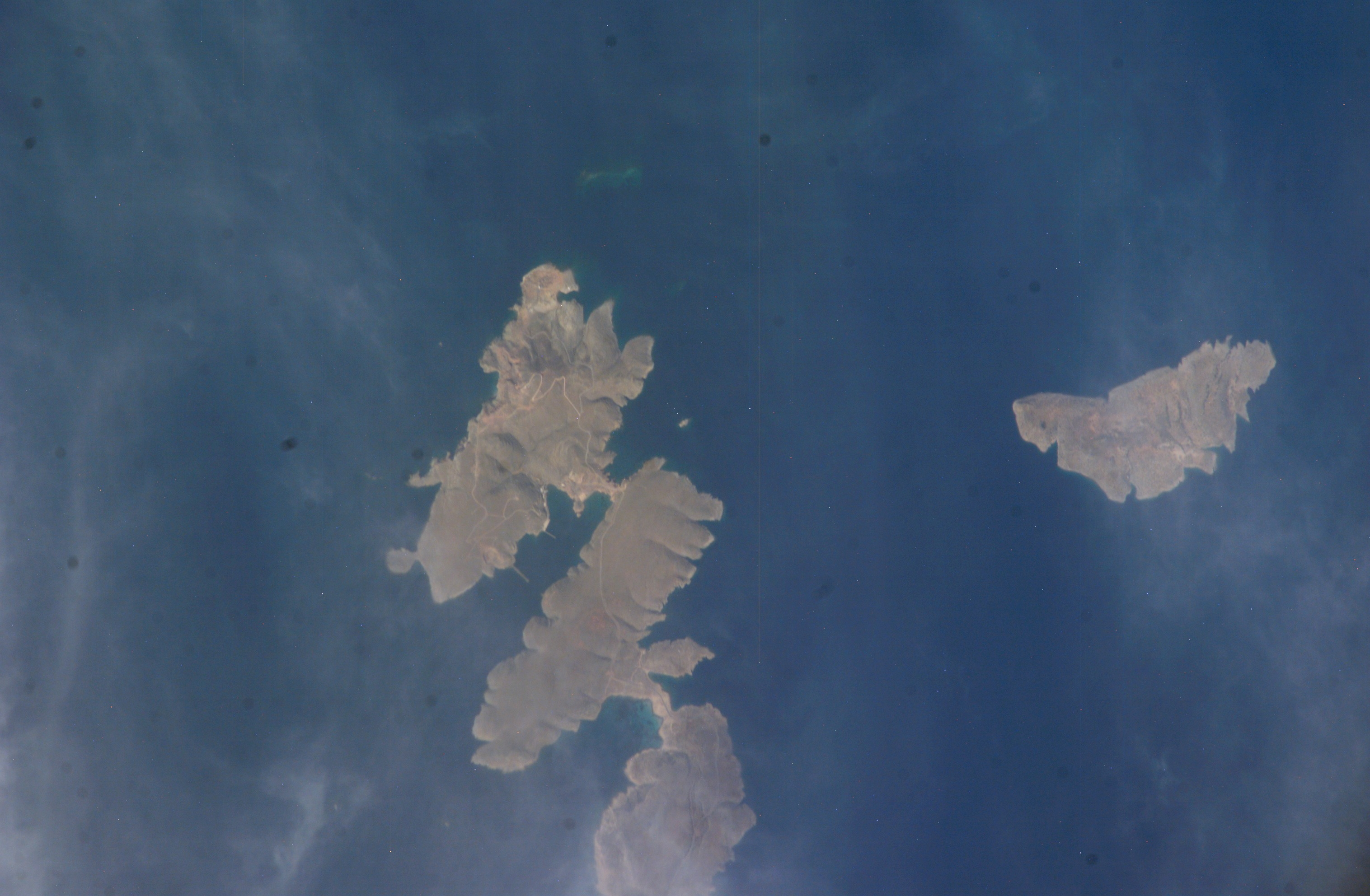
Vue satellitaire du cap Sidheros avec à l'est l'île Elassa.
(source : NASA)

Le cap Sídheros (en grec : Κάβος Σίδερος / Kávos Sídheros) est un cap au nord-est de l'île de Crète. Il est situé au bout d'une presqu'île dans le nome de Lassithi.
La position du cap est signalée par un phare.